# Son-Goten
 Denne artikel bør gennemlæses af en person med fagkendskab for at sikre den faglige korrekthed.

Son-Goten (孫悟天) er en fiktiv person fra manga- og animeserien Dragon Ball. Optræder første gang i "Den nye helt" bind 36.
Son-Goten er Son-Gokus og Chichi søn. Han er superstærk og er bror til Son-Gohan. Son-Goten ligner hans far meget. Allerede som barn, kan han forvandle sig til en super-saiyajin! Hans bedste ven er Trunks, og han træner flittigt sammen med Trunks. De kan begge to transformere sig om til Super-sayajiner. De kæmpede i junior-turneringen, og da de kæmpede i finalen, vandt Trunks. Da dæmonen Bøh kom til Jorden lærte Son-Goku og Piccolo dem at fusionere. Det tog lang tid, men da de fusionerede, hed de Gotenks, og de kunne næsten klare Bøh, men de blev absorberede af ham.
| Anime- eller mangafigur | Spire Denne artikel om en anime- og/eller mangafigur er en spire som bør udbygges. Du er velkommen til at hjælpe Wikipedia ved at udvide den. |